# My Oh My (bài hát của Girls' Generation)
"My Oh My" là đĩa đơn tiếng Nhật thứ 9 của nhóm nhạc nữ Hàn Quốc Girls' Generation, được phát hành ở Nhật Bản vào ngày 5 tháng 11 năm 2013.

## Thông tin
Vào ngày 5 tháng 11, bài hát đã được phát hành, là một trong những bài hát mới từ album tiếng Nhật thứ ba của Girls' Generation, Love & Peace được phát hành vào ngày 11 tháng 12 năm 2013.
"My Oh My" là một bài hát có giai điệu dễ nhớ và lôi cuốn. Nó cho thấy được chất giọng mạnh mẽ của các cô gái.

## Video âm nhạc
MV được phát hành vào ngày 4 ttháng 11 năm 2013. MV mô tả hình tượng các cô gái trong trang phục màu sắc rực rỡ, đi trả thù một người đã lừa dối bạn gái của mình bằng cách biến anh ta thành một chú thỏ trắng và nhiều trò trả thù khác.

## Quảng bá
Girls' Generation đã biểu diễn ca khúc trực tiếp tại sự kiện "Premium Live Showcase" ở Nhật Bản vào ngày 4 tháng 11 năm 2013. Nhóm cũng đã biểu diễn ca khúc tại chương trình Love & Peace free live của mình vào ngày 14 tháng 12 năm 2013, để quảng bá cho album Love & Peace